# 249
249 је била проста година.

## Догађаји
- Трајан Деције гуши побуну у Мезији и Панонији. Лојални легионари га проглашавају царем, а он их води у Италију.
- Битка код Вероне: Деције побеђује и убија цара Филипа Арабљанина.
- Децијев прогон: Деције почиње да прогони хришћане, јер одбијају да јавно приносе жртву римским боговима за добробит цара.
- Инцидент код гробница Гаопинг: У кинеској држави Цао Веј, регент Сима Ји, у државном удару, приморава свог савладара Цао Шуанг да се одрекне власти, након што је преузео контролу над главним градом Луојангом.
- У Александрији, паганско становништво пљачка домове хришћана.

## Смрти
- Википедија:Непознат датум — Филип Арабљанин, римски цар.